# Wereldkampioenschap dammen 1991 (match)
De match om het wereldkampioenschap dammen 1991 werd van 23 november tot en met 13 december 1991 in Tallinn gespeeld door de Russische titelverdediger Aleksej Tsjizjov en zijn Letse uitdager Guntis Valneris.
Valneris mocht de Rus uitdagen omdat hij samen met Ton Sijbrands op de 2e plaats van het voorafgaande WK-toernooi was geëindigd en Sijbrands weigerde een (6 partijen omvattende) herkamp te spelen omdat bij gelijk eindigen het SB-ssysteem de doorslag zou geven.
Rustdagen van de match waren 24 november en 1, 5 en 12 december. Tsjizjov won de match door 6 overwinningen en 10 remises met 22 - 10. 
Het maximale aantal van 20 partijen werd niet gespeeld omdat Valneris al op een onoverbrugbare achterstand stond.

## Resultaten
| Rang | Land | Naam             | 1 | 2 | 3 | 4 | 5 | 6 | 7 | 8 | 9 | 10 | 11 | 12 | 13 | 14 | 15 | 16 | punten |
| ---- | ---- | ---------------- | - | - | - | - | - | - | - | - | - | -- | -- | -- | -- | -- | -- | -- | ------ |
| 1    | RUS  | Aleksej Tsjizjov | 1 | 2 | 1 | 1 | 2 | 1 | 1 | 2 | 1 | 2  | 1  | 1  | 2  | 1  | 1  | 2  | 22     |
| 2    | LAT  | Guntis Valneris  | 1 | 0 | 1 | 1 | 0 | 1 | 1 | 0 | 1 | 0  | 1  | 1  | 0  | 1  | 1  | 0  | 10     |